# 简·贾米森
简·贾米森（英語：Jane Jamieson，1975年6月23日—），澳大利亚女子田径运动员。她曾代表澳大利亚参加1998年、2002年和2006年英联邦运动会田径比赛，获得一枚金牌和一枚银牌。